# بورنزن
بورنزن (به آلمانی: Bornsen) یک منطقهٔ مسکونی در آلمان است که در Jübar واقع شده‌است. بورنزن ۳۵۰ نفر جمعیت دارد.